# 喜劇 駅前天神
『喜劇 駅前天神』（きげき えきまえてんじん）は、1964年10月31日に東宝系で公開された日本映画。東京映画作品。カラー。東宝スコープ。91分。

## 概要
駅前シリーズの第10作。本作は、東京の湯島天満宮（湯島天神）近辺にて話が展開される。
本作に登場する駅は「天神前」という地下鉄駅で、駅入口には帝都高速度交通営団（現・東京地下鉄）の「S」マークも見られるが、営団地下鉄（および東京地下鉄）にこの名称の駅は存在しない。物語後半には、フランキー堺演じる次郎と池内淳子演じる染子が開業直後の東海道新幹線で岐阜へ行く場面があり、同様に開業直後で駅周辺が未開発状態であった岐阜羽島駅が映されている。
歌のゲストは畠山みどり。また、この年に55本目となるホームランと年間本塁打数新記録を達成した王貞治（当時読売ジャイアンツ選手）も、『喜劇 駅前飯店』以来の出演を果たしている。そして本作で、中村メイコがレギュラーキャスト入りした。

## スタッフ
以下のスタッフ名は東宝に従った。
- 製作：佐藤一郎、金原文雄
- 脚本：長瀬喜伴
- 監督：佐伯幸三
- 撮影：黒田徳三
- 音楽：広瀬健次郎
- 美術：小島基司
- 照明：比留川大助
- 録音：長岡憲治
- スチール：大谷晟
- 編集：広瀬千鶴

## 出演者
以下の役名と出演者名は東宝に従った。
- 森田徳之助：森繁久彌
- 伴野孫作：伴淳三郎
- 坂井次郎：フランキー堺
- 菅原盛道：三木のり平
- 景子：淡島千景
- 染子：池内淳子
- 由美：大空真弓
- 道子：中原早苗
- 千鳥：畠山みどり
- 京子：中村メイコ
- 山越社長：松村達雄
- 大野英造：左卜全
- 大野照夫：佐原健二
- 大野松枝：沢村貞子
- 王貞治：王貞治

## 主題歌
「一寸先はわからない」
作詞：関沢新一 / 作曲：安藤実親 / 歌：畠山みどり（コロムビアレコード）

## 同時上映
- ホラ吹き太閤記